# Comuna Velîkîi Brataliv, Liubar
Velîkîi Brataliv (în ucraineană Великобраталівська сільська рада) este o comună în raionul Liubar, regiunea Jîtomîr, Ucraina, formată din satele Velîkîi Brataliv (reședința) și Velîkobratalivske.

## Demografie
Componența lingvistică a comunei Velîkîi Brataliv
     Ucraineană (99,38%)
     Alte limbi (0,62%)
Conform recensământului din 2001, majoritatea populației comunei Velîkîi Brataliv era vorbitoare de ucraineană (99,38%), existând în minoritate și vorbitori de alte limbi.